# NBA 올스타전 코비 브라이언트 최우수 선수상
NBA 올스타전 코비 브라이언트 최우수 선수상(영어: NBA All-Star Game Kobe Bryant Most Valuable Player Award)은 NBA의 상으로, NBA 올스타전에서 그 해의 게임에서 가장 활약한 선수에게 수여되는 상이다. 2020년 NBA의 커미셔너 애덤 실버에 의해 같은 해에 헬리콥터 사고로 사망한 코비 브라이언트의 공적을 기리기 위해 NBA 올스타전 코비 브라이언트 최우수 선수상(영어: NBA All-Star Game Kobe Bryant Most Valuable Player Award)으로 개칭되었다.

## 수상자 명단
| 시즌 | 수상자                       | 소속 팀                                   |
| ---- | ---------------------------- | ----------------------------------------- |
| 1951 | 에드 맥컬레이                | 보스턴 셀틱스                             |
| 1952 | 폴 아리진                    | 필라델피아 워리어스                       |
| 1953 | 조지 마이칸                  | 미니애폴리스 레이커스                     |
| 1954 | 밥 쿠지                      | 보스턴 셀틱스                             |
| 1955 | 빌 셔먼                      | 보스턴 셀틱스                             |
| 1956 | 밥 페티트                    | 세인트루이스 호크스                       |
| 1957 | 밥 쿠지                      | 보스턴 셀틱스                             |
| 1958 | 밥 페티트                    | 세인트루이스 호크스                       |
| 1959 | 엘진 베일러 밥 페티트        | 미니애폴리스 레이커스 세인트루이스 호크스 |
| 1960 | 윌트 챔벌레인                | 필라델피아 워리어스                       |
| 1961 | 오스카 로버트슨              | 신시내티 로열스                           |
| 1962 | 밥 페티트                    | 세인트루이스 호크스                       |
| 1963 | 빌 러셀                      | 보스턴 셀틱스                             |
| 1964 | 오스카 로버트슨              | 신시내티 로열스                           |
| 1965 | 제리 루카스                  | 신시내티 로열스                           |
| 1966 | 아드리안 스미스              | 신시내티 로열스                           |
| 1967 | 릭 베리                      | 샌프란시스코 워리어스                     |
| 1968 | 핼 그리어                    | 필라델피아 세븐티식서스                   |
| 1969 | 오스카 로버트슨              | 신시내티 로열스                           |
| 1970 | 윌리스 리드                  | 뉴욕 닉스                                 |
| 1971 | 레니 윌킨스                  | 시애틀 슈퍼소닉스                         |
| 1972 | 제리 웨스트                  | 로스앤젤레스 레이커스                     |
| 1973 | 데이브 코웬스                | 보스턴 셀틱스                             |
| 1974 | 밥 레이니어                  | 디트로이트 피스턴스                       |
| 1975 | 월터 프라이저                | 뉴욕 닉스                                 |
| 1976 | 데이비드 빙                  | 워싱턴 불리츠                             |
| 1977 | 줄리어스 어빙                | 필라델피아 세븐티식서스                   |
| 1978 | 랜디 스미스                  | 버펄로 브레이브스                         |
| 1979 | 데이비드 톰슨                | 덴버 너기츠                               |
| 1980 | 조지 거빈                    | 샌안토니오 스퍼스                         |
| 1981 | 네이트 아치볼트              | 보스턴 셀틱스                             |
| 1982 | 래리 버드                    | 보스턴 셀틱스                             |
| 1983 | 줄리어스 어빙                | 필라델피아 세븐티식서스                   |
| 1984 | 아이재이아 토마스            | 디트로이트 피스턴스                       |
| 1985 | 랠프 샘슨                    | 휴스턴 로키츠                             |
| 1986 | 아이재이아 토마스            | 디트로이트 피스턴스                       |
| 1987 | 톰 챔버스                    | 시애틀 슈퍼소닉스                         |
| 1988 | 마이클 조던                  | 시카고 불스                               |
| 1989 | 칼 말론                      | 유타 재즈                                 |
| 1990 | 매직 존슨                    | 로스앤젤레스 레이커스                     |
| 1991 | 찰스 바클리                  | 필라델피아 세븐티식서스                   |
| 1992 | 매직 존슨                    | 로스앤젤레스 레이커스                     |
| 1993 | 칼 말론 존 스탁턴            | 유타 재즈                                 |
| 1994 | 스코티 피펜                  | 시카고 불스                               |
| 1995 | 미치 리치먼드                | 새크라멘토 킹스                           |
| 1996 | 마이클 조던                  | 시카고 불스                               |
| 1997 | 글렌 라이스                  | 샬럿 호니츠                               |
| 1998 | 마이클 조던                  | 시카고 불스                               |
| 1999 | 파업으로 인해 개최되지 않다. | 파업으로 인해 개최되지 않다.              |
| 2000 | 팀 던컨 샤킬 오닐            | 샌안토니오 스퍼스 로스앤젤레스 레이커스   |
| 2001 | 앨런 아이버슨                | 필라델피아 세븐티식서스                   |
| 2002 | 코비 브라이언트              | 로스앤젤레스 레이커스                     |
| 2003 | 케빈 가넷                    | 미네소타 팀버울브스                       |
| 2004 | 샤킬 오닐                    | 로스앤젤레스 레이커스                     |
| 2005 | 앨런 아이버슨                | 필라델피아 세븐티식서스                   |
| 2006 | 르브론 제임스                | 클리블랜드 캐벌리어스                     |
| 2007 | 코비 브라이언트              | 로스앤젤레스 레이커스                     |
| 2008 | 르브론 제임스                | 클리블랜드 캐벌리어스                     |
| 2009 | 코비 브라이언트 샤킬 오닐    | 로스앤젤레스 레이커스 피닉스 선스         |
| 2010 | 드웨인 웨이드                | 마이애미 히트                             |
| 2011 | 코비 브라이언트              | 로스앤젤레스 레이커스                     |
| 2012 | 케빈 듀랜트                  | 오클라호마시티 선더                       |
| 2013 | 크리스 폴                    | 로스앤젤레스 클리퍼스                     |
| 2014 | 카일리 어빙                  | 클리블랜드 캐벌리어스                     |
| 2015 | 러셀 웨스트브룩              | 오클라호마시티 선더                       |
| 2016 | 러셀 웨스트브룩              | 오클라호마시티 선더                       |
| 2017 | 앤서니 데이비스              | 뉴올리언스 펠리컨스                       |
| 2018 | 르브론 제임스                | 클리블랜드 캐벌리어스                     |
| 2019 | 케빈 듀랜트                  | 골든스테이트 워리어스                     |
| 2020 | 카와이 레너드                | 로스앤젤레스 클리퍼스                     |
| 2021 | 야니스 아데토쿤보            | 밀워키 벅스                               |
| 2022 | 스테픈 커리                  | 골든스테이트 워리어스                     |
| 2023 | 제이슨 테이텀                | 보스턴 셀틱스                             |
| 2024 | 데이미언 릴러드              | 밀워키 벅스                               |
| 2025 | 스테픈 커리                  | 골든스테이트 워리어스                     |

## 수상횟수
| 횟수 | 수상자            | 소속 팀                                   | 수상연도               |
| ---- | ----------------- | ----------------------------------------- | ---------------------- |
| 4회  | 밥 페티트         | 세인트루이스 호크스                       | 1956, 1958, 1959, 1962 |
| 4회  | 코비 브라이언트   | 로스앤젤레스 레이커스                     | 2002, 2007, 2009, 2011 |
| 3회  | 오스카 로버트슨   | 신시내티 로열스                           | 1961, 1964, 1969       |
| 3회  | 마이클 조던       | 시카고 불스                               | 1988, 1996, 1998       |
| 3회  | 샤킬 오닐         | 로스앤젤레스 레이커스 피닉스 선스         | 2000, 2004, 2009       |
| 3회  | 르브론 제임스     | 클리블랜드 캐벌리어스                     | 2006, 2008, 2018       |
| 2회  | 밥 쿠지           | 보스턴 셀틱스                             | 1954, 1957             |
| 2회  | 줄리어스 어빙     | 필라델피아 세븐티식서스                   | 1977, 1983             |
| 2회  | 아이재이아 토마스 | 디트로이트 피스턴스                       | 1984, 1986             |
| 2회  | 칼 말론           | 유타 재즈                                 | 1989, 1993             |
| 2회  | 매직 존슨         | 로스앤젤레스 레이커스                     | 1990, 1992             |
| 2회  | 앨런 아이버슨     | 필라델피아 세븐티식서스                   | 2001, 2005             |
| 2회  | 러셀 웨스트브룩   | 오클라호마시티 선더                       | 2015, 2016             |
| 2회  | 케빈 듀랜트       | 오클라호마시티 선더 골든스테이트 워리어스 | 2012, 2019             |
| 2회  | 스테픈 커리       | 골든스테이트 워리어스                     | 2022, 2025             |

## 같이 보기
- NBA 최우수 선수상